# ギリェルメ・ミリョメム・グスマン
ギリェルメ・ミリョメム・グスマン（Guilherme Milhomem Gusmão、1988年10月22日 - ）は、ブラジル・マラニョン州インペラトリス出身のサッカー選手。アメリカ・ミネイロ所属。ポジションはフォワード。

## 経歴
2007年にクルゼイロECのトップチームに昇格し、カンピオナートブラジレイロではチーム内得点王になった。2008年にはさらに得点数を増やし、得点ランク5位に入る18得点を記録した。
2009年2月、ウクライナ・プレミアリーグのFCディナモ・キーウへ移籍し、5年契約を結んだ。クレーベルとのトレードという形となり、クルゼイロECにはさらに移籍金900万ユーロが支払われている。
2009年8月29日、FCディナモ・キエフにアンドリー・シェフチェンコが加入したため、余剰戦力とみなされ、PFC CSKAモスクワに1年間の契約で期限付き移籍した。またこの契約には、シーズン終了後に完全移籍に変更できるオプションも付けられた。CSKAモスクワではSEパルメイラスに期限付きで移籍したヴァグネル・ラヴの代役としてチームに加わることになり、デビュー戦のクリリヤ・ソヴェトフ・サマーラ戦では2ゴールをあげた。
2011年3月、アトレチコ・ミネイロに完全移籍した。FCディナモ・キエフへは移籍金600万ユーロ（約6億8900万円）が支払われた。
2016年1月19日、SCコリンチャンス・パウリスタへ移籍。

## タイトル
クルゼイロEC
- コパ・サンパウロ・デ・ジュニオーレス：2007
- カンピオナート・ミネイロ：2008

ディナモ・キエフ
- ウクライナ・プレミアリーグ：2008-09
- ウクライナ・スーパーカップ：2009

CSKAモスクワ
- ロシア・カップ：2010-11

アトレチコ・ミネイロ
- コパ・リベルタドーレス：2013
- カンピオナート・ミネイロ：2012, 2013, 2015
- レコパ・スダメリカーナ：2014
- コパ・ド・ブラジル：2014

アトレチコ・パラナエンセ
- カンピオナート・パラナエンセ：2018
- コパ・スダメリカーナ：2018

ECバイーア
- カンピオナート・バイアーノ：2019

## 個人成績
| クラブ           | シーズン | リーグ | リーグ | カップ | カップ | 国際大会 | 国際大会 | 合計 | 合計 |
| クラブ           | シーズン | 試合   | 得点   | 試合   | 得点   | 試合     | 得点     | 試合 | 得点 |
| ---------------- | -------- | ------ | ------ | ------ | ------ | -------- | -------- | ---- | ---- |
| クルゼイロ       | 2007     | 26     | 10     | 0      | 0      | 0        | 0        | 26   | 10   |
| クルゼイロ       | 2008     | 32     | 18     | 0      | 0      | 8        | 2        | 40   | 20   |
| クルゼイロ       | 合計     | 58     | 28     | 0      | 0      | 8        | 2        | 66   | 30   |
| ディナモ・キーウ | 2008-09  | 2      | 3      | 0      | 0      | 0        | 0        | 2    | 3    |
| ディナモ・キーウ | 2009-10  | 4      | 1      | 1      | 0      | 0        | 0        | 5    | 1    |
| ディナモ・キーウ | 合計     | 6      | 4      | 1      | 0      | 0        | 0        | 7    | 4    |
| CSKAモスクワ     | 2009     | 5      | 3      | 0      | 0      | 1        | 0        | 6    | 3    |
| CSKAモスクワ     | 2010     | 12     | 5      | 1      | 2      | 1        | 0        | 14   | 7    |
| CSKAモスクワ     | 合計     | 17     | 8      | 1      | 2      | 2        | 0        | 20   | 10   |
| 通算             | 通算     | 81     | 40     | 2      | 2      | 10       | 2        | 93   | 44   |